# برايان فلين
برايان فلين (بالإنجليزية: Brian Flynn)‏ (12 أكتوبر 1955 في المملكة المتحدة - ) هو مدرب كرة قدم ولاعب كرة قدم بريطاني في مركز الوسط. شارك مع منتخب ويلز لكرة القدم. أما مع النوادي، فقد لعب مع كارديف سيتي وليدز يونايتد ونادي بوري ونادي بيرنلي ونادي دونكاستر روفرز ونادي ريكسهام ونادي يميريك.

## وصلات خارجية
- برايان فلين على موقع الاتحاد الأوربي (الإنجليزية)
- برايان فلين على موقع قاعدة بيانات كرة القدم.إي يو (الإنجليزية)
- برايان فلين على موقع ناشيونال فوتبول تيمز (الإنجليزية)